# François Stanislas Crespin
François Stanislas Crespin (Parigi, 21 agosto 1810 – Parigi, 25 dicembre 1877) è stato un generale francese.

## Biografia
Crespin iniziò la sua carriera militare senza la frequentazione di scuole militari apposite nel 1831 nel 4º reggimento dragoni, dove venne promosso dal 28 dicembre di quello stesso anno a maréchal des logis chef nel 2º reggimento dei cacciatori d'Africa dove si conquistò successivamente tutti i gradi: sottotenente (9 aprile 1833), tenente (30 maggio 1837) e capitano (2 gennaio 1839).
Rimase in Algeria sino al 1845 e venne più volte lodato all'interno della divisione d'Oran per la sua condotta nella conquista francese della colonia. Il 10 novembre 1832 anno venne colpito da un colpo di fucile al piede sinistro e da un colpo di yatagan al braccio destro nel corso della battaglia di Sidi-Schab-Haal, presso Oran. Venne nuovamente citato nel 1833 per il valore dimostrato nello scontro nei monti di Taffrah-Houy, così come quando il suo cavallo gli venne ucciso sotto la sella presso Taffna. Nella battaglia contro i Flittas ad est di Mostaganem nel 1842 si ritrovò nuovamente appiedato per l'uccisione del suo cavallo in battaglia. Il 10 giugno 1844 si distinse ancora una volta combattendo i marocchini sull'Oued Mouillah, nella battaglia di Isly. Il 19 marzo 1843 venne nominato cavaliere della Legion d'onore.
Crespin passò per permuta al 5º reggimento corazzieri dal 27 marzo 1845 e venne nominato chef d'escadron del 5° ussari il 9 ottobre 1848. Venne creato ufficiale della Legion d'onore il 7 giugno 1850.
Tenente colonnello dal 7 gennaio 1852 nel 7° corazzieri, venne passato colonnello dal 1 maggio 1854 nel 6º reggimento corazzieri, poco prima di imbarcarsi col suo reggimento per la guerra di Crimea. Nel 1856, al suo ritorno dalla Crimea, prese il comando del reggimento di dragoni dell'imperatrice Eugenia col quale combatté la campagna d'Italia e la battaglia di Magenta. Il 14 marzo 1857 divenne commendatore della Legion d'onore.
Generale di brigata dal 7 marzo 1861, venne nominato comandante della scuola di cavalleria di Saumur. Il 13 dicembre 1868 venne nominato generale di divisione e gli venne affidata la divisione militare di Metz.
Morì a Parigi il 25 dicembre 1877.